# Golaniade

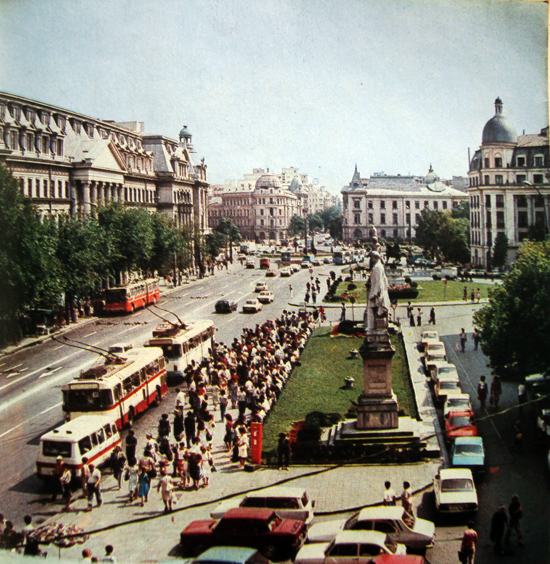
Place de l'Université à Bucarest.

La Golaniade (en roumain : Golaniada, de golan, « voyou ») est le surnom des « manifestations de la place de l'université », un mouvement de protestation qui se tient sur la place de l'université à Bucarest en Roumanie du 22 avril au 15 juin 1990. Ce mouvement est lancé par les étudiants et les professeurs de l'université de Bucarest.
La Golaniade débute avant les élections du 20 mai 1990, qui sont les premières élections après la Révolution roumaine de 1989. La principale revendication des manifestants est le bannissement des anciens membres du Parti communiste roumain (quatre millions sur une population totale de 22 millions d'habitants) des élections à venir.

## La « tribune de la démocratie »
Des centaines de personnalités s'expriment depuis le balcon de l'université, appelée « tribune de la démocratie ». Les discours se tiennent jusqu'aux derniers jours avant que la zone soit abandonnée par les membres de l'organisation.
Parmi les orateurs, on compte le professeur Petru Creția, philosophe, essayiste et traducteur, spécialiste du poète Mihai Eminescu :

« On m'a accusé ces derniers jours d'incitation irresponsable au désordre social. Personne d'entre nous n'est irresponsable, et l'on ne doit pas confondre l'intransigeance avec quoi que ce soit d'autre. Autrement, nous acceptons l'appellation d'incitateurs. En vérité, je veux vous inciter, avec tous ceux qui se sont joints à vous, non au désordre social, mais à un ordre social nouveau, plus juste, plus libre et plus prospère, fondé sur la légalité réelle et sur la promotion dans la vie publique de l'esprit de sincérité et de la probité politique. Deuxièmement, nous vous incitons avec amour et bon sens à l'élimination pratique et légale des éléments rétrogrades et accapareurs de pouvoir et de biens immérités [...]. Troisièmement, je vous incite à l'acquisition d'un cadre constitutionnel qui libère les forces des hommes de la nation, des hommes bons, des hommes droits et purs, talentueux et compétents, qui peuvent faire une nation neuve plus juste et plus saine. C'est le propos des hommes que personne ne peut ni tromper, ni effrayer, ni acheter. Ce sont ceux qui sont représentés ici, avec tant de ténacité, tant de hardiesse et tant de lumière. Ces hommes eux-mêmes donnent en cet instant et au-delà de l'horizon le sens et la noblesse de ces assemblées. Vive la Liberté ! »

## Fin de la Golaniade
Après 52 jours de protestations, une intervention violente des mineurs roumains de la vallée du Jiu, appelée minériade, met fin au mouvement. Le nombre de victimes de la minériade varie selon les sources : alors que certaines évoquent une centaine de tués, le pouvoir (impliqué dans cette répression) n'en reconnaît que sept.

## Étymologie
Le nom Golaniade provient de golan (voyou), nom donné aux manifestants par le président par intérim Ion Iliescu. Celui-ci sortira vainqueur des élections de mai. La terminaison -ade a été utilisée de façon ironique, faisant référence aux nombreuses manifestations communistes de Ceaușescu qui se terminaient de la même façon, dans le but de leur donner une connotation épique (cf. Iliade).